# Polittico di San Giovanni Battista (Santacroce)
Il Polittico di San Giovanni conosciuto anche come il Battesimo di Gesù è un dipinto olio su tavola di Francesco Rizzo da Santacroce conservato nella chiesa di San Giovanni Battista di Dossena e composto da sei tavole. La chiesa, pur essendo molto dislocata dal capoluogo, conserva opere di pregio e due polittici del medesimo Santacroce, questo dedicato al Battesimo di Gesù e quello dedicato alla Madonna del Rosario

## Storia
Gli ultimi decenni del Quattrocento e i primi del Cinquecento, grazie alla dominazione veneziana del territorio bergamasco, videro molti valligiani sia della val Brembana che della val Seriana, cercare fortuna a Venezia e dopo aver trovato una certa agiatezza commissionare ai tanti pittori presenti in terra veneziana opere di pregio che dovevano abbellire le chiese d'origine. Era questo non sono un fatto devozionale, ma anche la conferma di aver raggiunto un'ottima posizione sociale. Se la val Seriana è stata influenzata da artisti vicini ai Vivarini, quella Brembana da quelli vicini al Bellini. Vi furono anche molti artisti della val Brembana che cercarono fortuna a Venezia aprendo botteghe, collaborando con gli artisti lagunari e diventando famosi. Francesco Rizzo da Santacroce originario di San Pellegrino Terme risulta facente parte di questa categoria e presente a Venezia dal 1505, e attivo nella bottega di Francesco di Simone.
L'opera era stata commissionata dai membri della scuola del Corpus Domini nel 1524 che gestiva l'altare maggiore, e che erano a Venezia proprio a un artista delle terre d'origine, e dedicato al titolare della chiesa parrocchiale, nonché a ricordo del suo titolo battesimale. Il polittico posto nell'abside del presbiterio della chiesa di Dossena non ha avuto da subito un'assegnazione al Santacroce, anzi, fu inizialmente ritenuto un'opera contraffatta, una “caricatura delle cose di Palma eseguita da un pitturastro provinciale”, fu poi identificato e confermato il Santacroce.
La scelta di comporre un polittico anziché un dipinto unico, come ormai si usava, nasceva dalla difficoltà di trasportare il lavoro da Venezia fino alle chiese bergamasche con un trasporto inizialmente via acqua e poi su carri per finite il viaggio a dover essere trasportati sulla soma degli asini. Inoltre i valligiani erano ancora persone semplici e serviva che le opere fossero di facile interpretazione. Le sei tavole furono nel tempo divise e ricomposte su una cornice differente. Quella originale era più modanata e ricca, probabilmente molto simile all'altro polittico presente nella chiesa. Per molti secoli l'opera era completa di una cimasa riconosciuta poi non facente parte del complesso venendo poi rimossa.
Nel 2010 l'opera fu oggetto di restauro a cura della dottoressa Emanuela Daffra della Sovrintendenza per i beni artistici e storici di Milano.

## Descrizione
Scriverà di lui Bortolo Belotti:
(Bortolo Belotti in  “I quader dè Dosena”)
Il polittico si compone di sei tavole ed è conservato come pala dell'altare maggiore. Le sei tavole sono disposte su due ordini. In quello inferiore la tavola centrale raffigura san Giovanni Battista nell'atto di battezzare Gesù nelle acque del fiume Giordano. Laterali san Pietro e san Paolo riconoscibili dagli attributi, le chiavi per il primo e la spada per il secondo. 
L'ordine superiore centrale vi è la Sacra Famiglia, con la Madonna, il Bambino e san Giuseppe con loro santa Apollonia con le tenaglie in mano a ricordo del suo martirio. Accanto a sinistra santa Caterina d'Alessandria identificata dalla ruota simbolo del suo martirio e a sinistra santa Margherita di Antiochia, con la croce e il drago.